# La Légende de Huma
 (novembre 2017).
- Si vous ne connaissez pas le sujet, laissez ce bandeau (vous pouvez alors contacter les auteurs).
- Si vous supprimez le contenu mis en cause (vous pouvez préalablement contacter les auteurs),

argumentez précisément cette suppression dans la page de discussion
(un manque de référence n'est pas un argument ; une recherche réelle de référence doit avoir été effectuée, être formellement documentée).
La légende de Huma est le premier roman de la trilogie des héros. Il a été écrit par Richard A. Knaak, et est basé sur les personnages et le cadre mis en place par Margaret Weis et Tracy Hickman dans la série des Chroniques de Lancedragon en 1988. Publié en 1988, il est le premier livre de la série dont le sujet n'est pas un des « Compagnons » d'origine.

## Cadre
Le livre raconte les aventures de Huma Dragonbane, un Chevalier de Solamnie de l'ordre de la couronne. Sa rencontre avec Kaz le minotaure, sa découverte des lancedragons, ainsi que la défaite de Takhisis durant la 3ème guerre des Dragons.
Huma et le reste de son unité patrouille dans un village désolé. Le commandant de Huma, Rennard, donne l'ordre de fouiller la forêt avoisinante parce qu'une rumeur fait état d'une activité de Gobelin. Durant la confrontation qui suit, Huma est séparé de son unité. Alors qu'il recherche ses camarades, il trouve un gobelin en train de faire souffrir son prisonnier, Kaz le minotaure. Après avoir sauvé Kaz, Huma engage une amitié peu probable avec le minotaure et un peu plus tard avec également avec un dragon d'argent, avant de retrouver les Chevaliers de son unité.
De retour au siège, les Chevaliers sont confrontés à un combat entre les forces de Paladine, et les forces de Takhisis. Huma est touché pendant le combat et perd conscience. Il se réveille dans une infirmerie. Une femme qui se présente comme s'appelant Gwyneth s'occupe de lui. Puis, Huma est nommé capitaine de la surveillance, et il rencontre ainsi son ancien ami, Magius, un puissant magicien.
Magius demande à Huma de le croire, mais le quitte lorsque Huma retourne au camp des chevaliers. Les chevaliers sont concentrés par une bataille avec les forces de Takhisis, alors qu'Huma et Kaz sont troublés par une obscurité magique. Magius conduit Huma et Kaz lors de la bataille jusqu'à la Citadelle, et les empêchent de partir. Magius indique à Huma qu'il est un mage renégat, et qu'il a passé le test de la Tour de Haute Sorcellerie.
La Citadelle est découverte par Galan Dracos, et est attaqué par les force de Takhisis. Magius indique à Humas que la montagne représentée sur une tapisserie de la Citadelle est importante et que Huma devrait voyager en Ergoth jusqu'à cette montagne. Huma et Kaz s'enfuit de la Citadelle.
Huma et Kaz sont séparés. Huma lutte contre des loup-garou et des guerriers, puis se retrouve perdu dans les forêts de l'Ergoth. Il est aidé par un commandant Ergothien qui l'amène sur le camp des Ergothien. Les Ergothiens racontent à Huma que les terres autour de l'Ergoth ont été ravagées par la peste. Alors que le camp se déplace, Huma tombe sur les ruines d'un village et se fait capturer par un serviteur de Morgion. Les Ergothiens sauvent Huma, et ils rencontrent ensuite Magius. Huma et Magius s'échappent pendant la nuit.
Magius et Huma rencontre par hasard le chevalier Bouron qui est attaché à un avant-poste des chevaliers de Solamnie. Bouron et son commandant Taggin remercie Huma. Taggin capture Kaz et l'assigne en justice. Taggin remets Kaz à Huma, et autorise Huma à continuer son voyage dans les montagnes accompagné d'un cortège de chevaliers.
Magius, Kaz et Huma traverse les chemins dans la montagne, jusqu'à ce qu'Huma soit séparés des autres. Huma est conduit dans un temple construit à flanc de montagne et rencontre Gwyeneth. Gwyeneth indique à Huma qu’il devra faire face à des défis avant de pouvoir réclamer le prix qu'il est venu réclamer. Huma entre dans la montagne, et se retrouve face à Wyrmfather, un ancien dragon serpentin. Huma se cache dans la pièce aux trésors de Wyrmfather, et découvre une épée magique du mal appelé l'épée des larmes. Huma tue Wyrmfather avec l'épée des larmes, et il se téléporte en Solamnie à l'aide d'un miroir magique qui se trouve dans la pièce aux trésors.
Huma retourne à Vingaard Keep, et découvre que le chef des chevaliers, le Grand Maître Trake, est mort. Huma est en attente de la réunion qui déterminera qui de Bennett, le neveu de Trake, ou de Lord Oswald, un Haut Guerrier et mentor d'Huma, deviendra le prochain Grand Maître. Durant la réunion, Rennard indique à tout le monde qu'Oswald est tombé malade mystérieusement. Pendant la nuit, Huma découvre que le garde qui a la charge de Lord Oswald a été endormi magiquement, et rencontre Rennard habillé en serviteur de Morgion qui essaye d'empoisonner Lord Oswald. Huma et Rennard se combatte, mais Rennard réussit à s'échapper. Lors Oswald remercie Huma pour son aide, et l'envoie au montagne d'Ergoth. Huma rencontre à nouveau Rennard qui incite les villageois à la violence. Les deux se combattent jusqu'à ce que Rennard soit mortellement blessé. Huma est ensuite à nouveau téléporté dans la pièce au trésor de Wyrmfather.
Huma découvre l'épée des larmes posé parmi le trésor. Il la prend puis cherche une sortie. Huma rencontre Gilean, un mystique vêtu de gris, qui lui conseille de laisser l'épée. Huma lutte pour contrôler l'épée, alors qu'elle essaye de contrôler son esprit, finalement la dominant, il l'abandonne. Huma est autorisé à accéder à l'atelier de Duncan Ironweaver.
Duncan indique à Huma qu'il est le créateur des lancedragon, et l'autorise à entrer dans une pièce, où Huma à une vision du chevalier, le dieu bienveillant Paladine, sur un dragon de platine. Paladine tend à Huma la lancedragon.
Huma quitte la pièce, et trouve Gwyeneth qui lui dit que Kaz et Magius ne sont pas loin. Huma trouve Kaz et Magius, et avec l'aide d'un dragon d'argent que Gwyeneth a envoyé, ils préparent les lances à transporter jusqu'à Vingaard Keep.
En route pour Vingaard, le groupe est attaqué par Crynus et Char. Huma et le dragon d'argent tue Char, et Crynus est battu avec l'aide de Kaz et du dragon d'argent. Des guerriers de Takhisis essayent de voler les lances, mais Kaz les en empêche. Magius est capturé, et ramené à Galan Darcos.
Huma rejoint les chevaliers pour s'apercevoir qu'il y a un certain nombre de lancedragons déjà présente. Il trouve Duncan Ironweaver qui lui indique qu'il en possède déjà un certain nombre. Beaucoup de dragons du bien se présentent, et on les équipe d'une lancedragon pour pouvoir se battre contre les dragons du mal de Takhisis.

## Contexte
L'auteur Richard Knaak a écrit La légende de Huma en suivant les règles du jeu Dungeons & Dragons. Le roman est une pré-quelle à la trilogie originale de Dragonlance, et est basé sur la légende, mentionnée dans ces livres, qui a découvert le premier les mythiques lancedragons. Knaak indique que le thème global du livre est « une personne ne devrait jamais abandonner ».
Son premier roman, La légende de Huma est une pré-quelle aux événements décrits dans les romans Lancedragon de Weis et Hickman. D'après le Guide to Literary Masters & Their Works, le roman de "Knaak's s'avère être une meilleure réussite que le jeu."
Ce roman introduit le personnage de Kaz le minotaure. Le roman s'appuie sur des éléments introduits précédemment dans les histoires courtes pour traiter les minotaures comme des personnages et non comme des monstres.